# 골드몬트
골드몬트(Goldmont)는 인텔이 만든 SoC(단일 칩 시스템)에 사용되는 저전력 아톰(Atom), 셀러론 및 펜티엄 브랜드 프로세서용 마이크로아키텍처이다. 코어당 하나의 스레드만 허용한다.
14nm 골드몬트 코어를 탑재한 아폴로 레이크(Apollo Lake) 플랫폼은 2016년 4월 중국 선전에서 열린 인텔 개발자 포럼(IDF)에서 공개되었다. 골드몬트 아키텍처는 스카이레이크 코어 프로세서를 많이 차용했기 때문에 기존 아키텍처에 비해 30% 이상의 성능 향상을 제공한다. 이전 브래스웰(Braswell) 플랫폼을 기반으로 하며 클라우드북, 2-in-1 넷북, 소형 PC, IP 카메라, 차량 내 엔터테인먼트 시스템 등 전력 효율적인 저가형 장치를 구현하는 데 사용할 수 있다.

## 디자인
골드몬트는 보급형 데스크탑 및 노트북 컴퓨터용으로 설계된 2세대 비순차적 저전력 Atom 마이크로아키텍처이다. 골드몬트는 14nm 제조 공정을 기반으로 구축되었으며 소비자 장치에 대해 최대 4개의 코어를 지원한다. 여기에는 스카이레이크와 함께 도입된 Intel Gen9 그래픽 아키텍처가 포함되어 있다.

## 같이 보기
- 인텔 CPU 마이크로아키텍처 목록
- 인텔 펜티엄 마이크로프로세서 목록
- 인텔 셀러론 마이크로프로세서 목록
- 인텔 아톰 마이크로프로세서 목록